# Gemeentetram Amsterdam

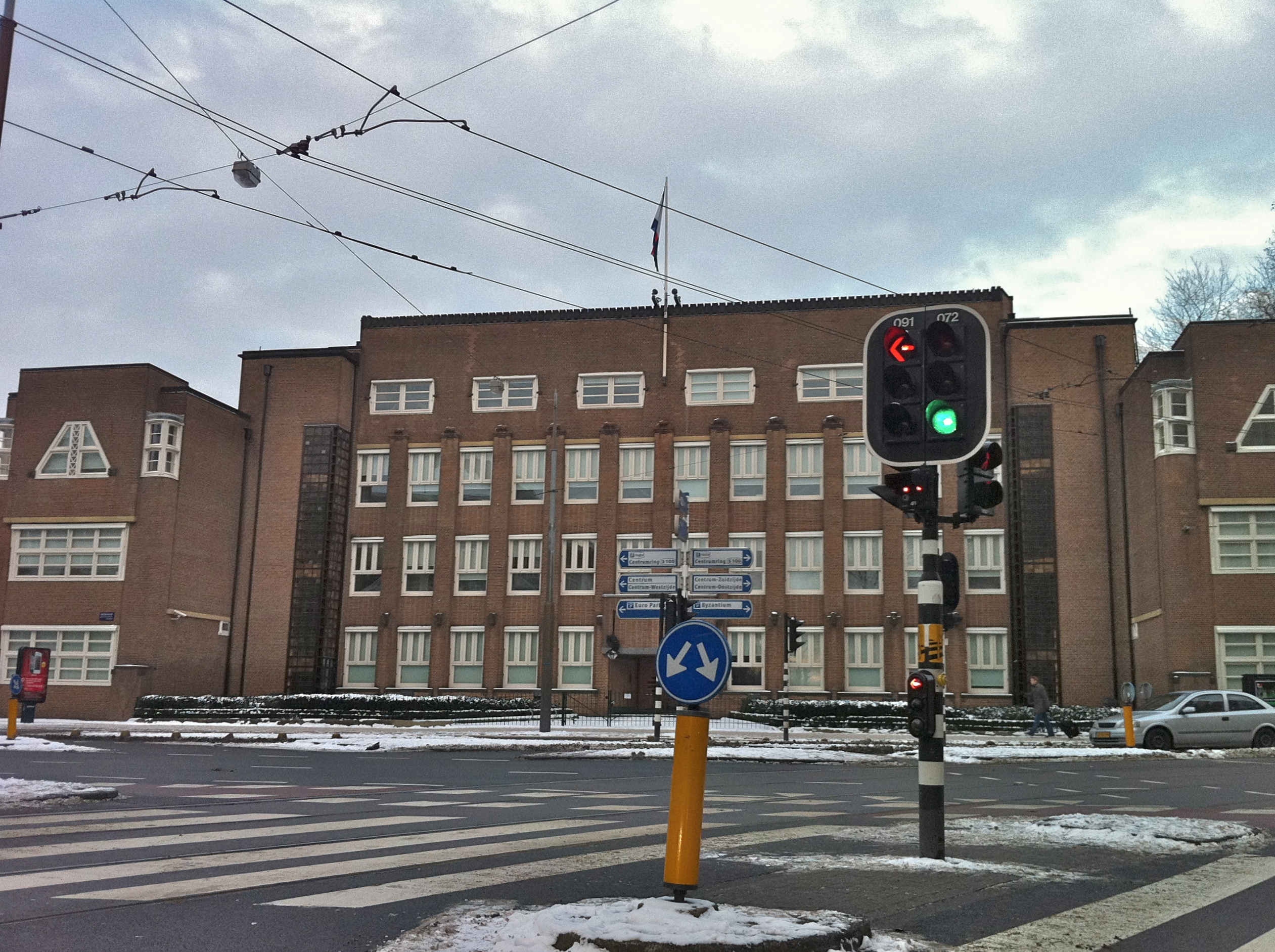
Hoofdkantoor van de Gemeentetram aan de Stadhouderskade 1, (bouwjaar 1923).

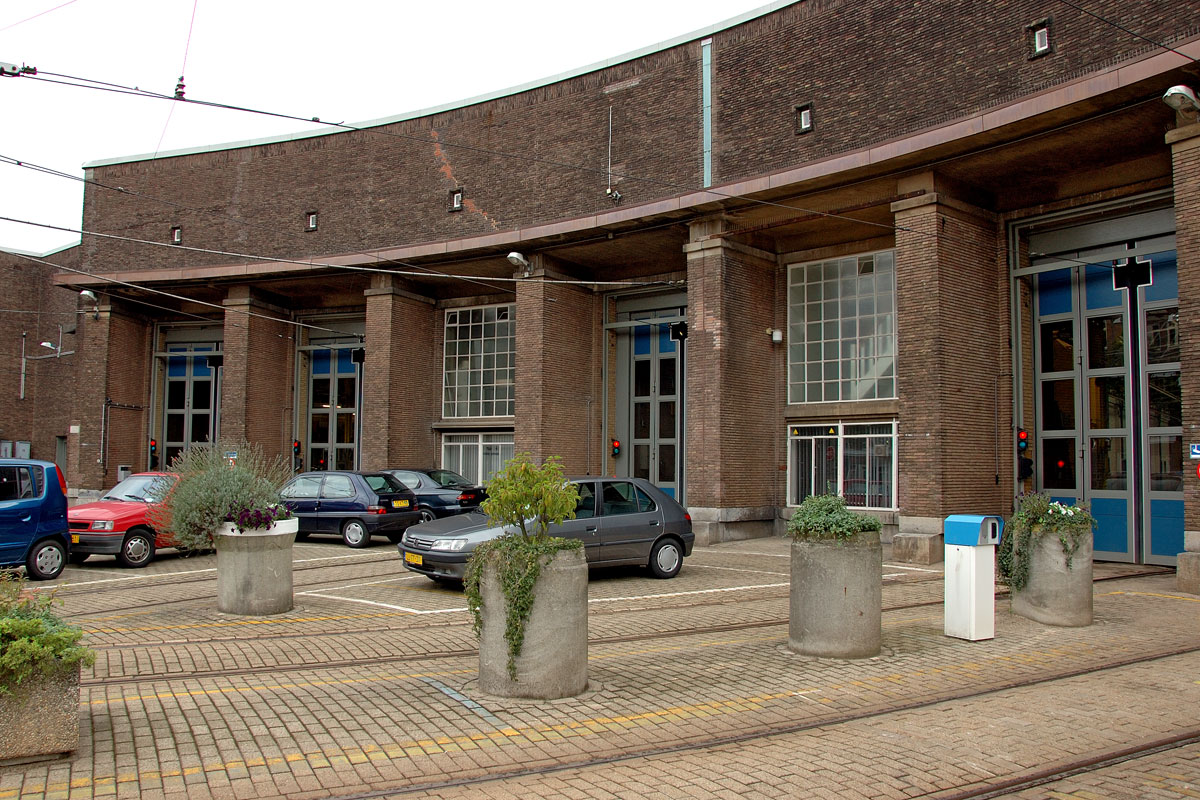
De door de Gemeentetram in 1927 in gebruik genomen remise Lekstraat was toen de grootste tramremise van Amsterdam.

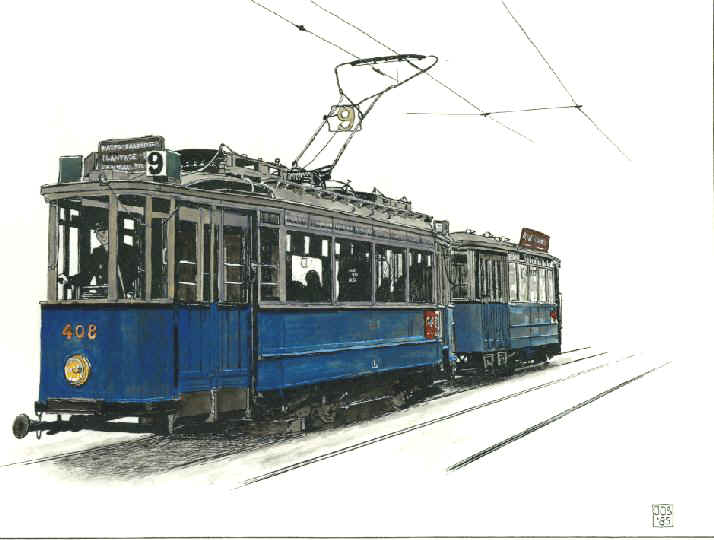
Een tramstel uit de jaren twintig van de Gemeentetram: 'blauwe' motorwagen met bijwagen.

De Gemeentetram Amsterdam (GTA) ontstond in 1900 door naasting van het particuliere trambedrijf AOM (Amsterdamsche Omnibusmaatschappij). Per 1 januari 1943 ontstond het Gemeentevervoerbedrijf Amsterdam door fusie van de Gemeentetram met de Gemeenteveren Amsterdam. Beide deelden al enige tijd hun directeur. Bovendien had de fusie een fiscaal voordeel. 

## Geschiedenis
Per 1 januari 1900 nam de gemeente Amsterdam het particuliere trambedrijf AOM (Amsterdamsche Omnibus Maatschappij) over. Het bedrijf ging verder als Gemeentetram Amsterdam (GTr).  Van de AOM werden 242 tramwagens, 758 paarden en 15 gebouwen overgenomen. 
Tot de overname was onder meer besloten omdat de AOM weigerde te investeren in elektrificatie. Het gemeentebedrijf in oprichting had in 1899 dan ook al de nodige voorbereidingen getroffen: directeur Neiszen had in juli het traject Leidseplein - Haarlemmerplein gekozen voor de eerste elektrische lijn, en had hiervoor op 29 november toestemming van de gemeenteraad gekregen. Deze had meteen maar besloten tot het doortrekken van de latere lijn 10 naar de Zoutkeetsgracht. Neiszen maakte vervolgens met zijn collega van het Gemeentelijk Elektrisch Bedrijf een studiereis langs een aantal Europese steden, om van de daar opgedane ervaringen te leren.
Op 1 augustus 1900 reed de eerste elektrische tram van het Leidseplein naar het Haarlemmerplein voor een proefrit, en op 14 augustus ging de lijn van start. Tussen 1900 en 1906 werden, op een na, alle tramlijnen geëlektrificeerd. Ook werd het AOM-tramspoor met de afwijkende spoorwijdte van 1422 millimeter verbouwd tot normaalspoor (1435 mm). In 1906 bestond het tramnet uit 12 elektrische tramlijnen (1-11 en 13). Hiervoor waren 229 nieuwe motorwagens aangeschaft. De vroegere paardentrams werden als bijwagens meegevoerd. De laatste paardentramlijn, de Tramlijn Amsterdam - Sloterdijk (lijn 12), werd in 1916 geëlektrificeerd. In 1921 kreeg Amsterdam door annexatie van de gemeente Sloten er weer een paardentram bij die de Overtoomse Buurt met Sloten verbond. Deze lijn werd in 1922  omgezet naar exploitatie per tractortram om in 1925 door een busdienst te worden vervangen. 
In 1922 werd (na een mislukte proef in 1908) de eerste buslijn A ingesteld tussen Leidsebosje en Watergraafsmeer.
Deze kreeg, vanwege de vele werknemers der uitvaartondernemingen die hiermee naar de Oosterbegraafplaats reden, de bijnaam Kraaienknip (Kraai = bijnaam voor aansprekers). Het hoofdkantoor was toen gevestigd aan Stadhouderskade 1.

### Verdere ontwikkeling
Tussen 1910 en 1930 kwamen met de groei van de stad vele nieuwe tramuitbreidingen tot stand. Na de eerste dertien geëlektrificeerde tramlijnen kwamen er nog bij: lijn 14 in 1910, lijnen 15 t/m 18 in 1913, lijn 19 in 1916, lijnen 22 en 23 in 1921, lijn 20 in 1922, lijn 21 in 1928, lijn 24 in 1929 en lijn 25 in 1930. In 1931 bereikte het tramnet zijn grootste omvang met 25 tramlijnen. Hiermee waren (bijna) alle wijken in de tot 1940 gebouwde stad per tram bereikbaar. Het wagenpark groeide tussen 1900 en 1930 tot 445 motorwagens en circa 350 bijwagens. Dit waren alle tweeassers met een houten opbouw.
Door de economische crisis van de jaren dertig moest de tramdienst worden ingekrompen. In 1932 verdwenen de lijnen 12, 15, 19, 20 en 21. Met de Spoorwegwerken Oost kon de tram in de jaren 1939-42 nieuwe wijken in Oost, de Watergraafsmeer en het nieuwe Amstelstation en Muiderpoortstation gaan bedienen. In de jaren 1940-45 kreeg de tram met een grote drukte en grote schaarste te maken. Diverse lijnen moesten weer gestaakt worden, totdat de hele dienst in oktober 1944 werd opgeheven door kolenschaarste. Veel tramwagens werden in oostelijke richting afgevoerd.

### Fusie met de Gemeenteveren
De Gemeentetram fuseerde per 1 januari 1943 met de Gemeenteveren tot Gemeentevervoerbedrijf Amsterdam.